# 35056 Куллерс
35056 Куллерс (35056 Cullers) — астероїд головного поясу, відкритий 28 вересня 1984 року.
Тіссеранів параметр щодо Юпітера — 3,319.